# Кура неприборкана
«Кура неприборкана» (азерб. «Dəli Kür») — радянський художній фільм, знятий в 1969 році на кіностудії «Азербайджанфільм» режисером Гусейном Сеїдзаде за мотивами однойменного роману Ісмаїла Шихли. У фільмі розповідається про формування в XIX столітті в Азербайджані нової інтелегенції і вільнодумних людей, розповідається про проникнення в народні маси просвітницьких ідей.

## Сюжет
Кінець XIX століття. У переддень свята Новруз в розташоване біля річки Кура азербайджанське село Гьойтепе прибуває викладач Горійської семінарії Олексій Йосипович Черняєвський з метою набору в семінарію місцевих юнаків. У цій справі йому береться допомагати житель села і випускник Петербурзького університету Ахмед Велієв, якого багато-хто в селі недолюблює і називає Рус Ахмед («російський Ахмед») за те, що той впливає на їхніх дітей. Сам Ахмед, який колись втік з Сибіру, тепер змушений ховатися в Гьойтепе. Ахмед і Черняєвський приходять в місцеву релігійну школу і закликають батьків учнів відправити своїх дітей в семінарію. Але багато батьків, у тому числі мулла Садигов, висловлюються проти цього. Однак кучер Мамедалі вирішує відпустити свого сина Османа з Черняєвським. Навчатися в Горі наважується їхати і Шамхал Гьойтепелі — син можновладного місцевого бека на ім'я Джахандар-ага. Не спитавши дозволу у батька, який був проти навчання в семінарії, Шамхал разом зі своїм другом Османом, їде в Горі. Проводжаючи Шамхала і Османа, їх друг Ахмед розповідає їм про грузина Михайла Кіпіані, що викладає в Горі, з яким Ахмед колись навчався в Петербурзі. Також Ахмед дає молодим людям заборонену книгу Радищева «Подорож з Петербурга в Москву», сказавши, що «вони багато чому навчаться з цієї книги».
Паралельно в фільмі розповідається про кохання Джахандар-аги і Мелек, дружини Аллах'яра. Джахандар-ага викрав Мелек і привів у свій дім, ставши тим самим заклятим ворогом Аллах'яра. Між ним і людьми Аллах'яра навіть зав'язується перестрілка, в результаті якої Джахандар потрапляє Аллах'яру прямо в око. Тим часом, Мелек, що спочатку боялася Джахандара, з часом починає відчувати до нього почуття. Але перша дружина Джахандара Зарнігяр ненавидить нову любов свого чоловіка і навіть наказує своєму синові Шамхалу вбити її, але в цей момент з'являється Джахандар і наказує всім в будинку не ображати Мелек. На відміну від Зарнігяр, сестра Джахандар-аги Шахнігяр проявляє симпатію до Мелек, наряджає її. Але її доля складається трагічно. Піддавшись спокусі, Шахнігяр опиняється в мейхані мулли Садигова, тим самим зганьбивши ім'я Джахандар-аги. Дізнавшись про це, Джахандар веде сестру до річки; Шахнігяр заходить у воду і тоне. Дочка ж Джахандара Салатин таємно закохана в Рус Ахмеда, вона періодично залишає у нього на ганку квіти, подарунки.
А в Горійській семінарії, де вчиться син Джахандар-аги, учні таємно читають привезену Шамхалом і Османом книгу Радищева, записавши рядки з неї на аркушах Корану молоком, щоб ті були видні тільки при світлі свічки. Заступник директора семінарії Петров підозрює учнів в антиурядовій діяльності. Але директор Семенов виявляє тільки Коран і не карає студентів. Цього часу, Джахандар-ага, що довідався про втечу сина їде в Горі, щоб повернути його, але Шамхал відмовляється їхати з батьком. Повернувшись назад, Джахандар-ага бачить у своїх володіннях козаків, які побили його слуг і вимірюють його землю. Козацький офіцер оголошує йому, що тепер ці землі належать князю Воронцову-Дашкову. У люті Джахандар-ага вбиває офіцера і кількох козаків, але в підсумку перестрілки гине (ця сцена незабаром була змінена — Джахандар-агу вбив його ворог Аллах'яр).
Незабаром в семінарію прибуває загін поліції і виявляє на аркушах Корану рядки з книги Радищева. У пропаганді Радищева звинувачують викладача семінарії Михайла Кіпіані, колись висланого до Сибіру. Кіпіані щоб захистити студентів бере всю відповідальність на себе. Під шум і крики студентів Кіпіані заарештовують. А незабаром заарештовують і Ахмеда Велієва, що ховається в Гьойтепе. В епілозі фільму показують вже дорослих Шамхала і Османа в суспільстві вже своїх учнів, серед яких є як юнаки, так і дівчата.

## У ролях
- Аладдін Аббасов — Джахандар-ага Гьойтепелі (дублював Гасанага Салаєв)
- Ельдар Алієв — Ахмед Велієв (Рус Ахмед)
- Лейла Бадірбейлі — Зарнігяр, дружина Джахандар-аги
- Владислав Ковальков — Олексій Осипович Черняєвський (дублював Гасан Турабов)
- Мелік Дадашев — мулла Садиг
- Лія Еліава — Шахнігяр, сестра Джахандар-аги
- Земфіра Садихова — Мелек (дублювала Софа Басірзаде)
- Фікрет Алієв — Шамхал Гьойтепелі, син Джахандар-аги
- Джейхун Мірзоєв — Осман, друг Шамхала
- Ісмаїл Османли — кучер Мамедалі, батько Османа
- Рейхан Муслімова — Салатин, дочка Джахандар-аги
- Земфіра Ісмаїлова — Пакіза
- Мамед Бурджалієв — Аллах'яр, чоловік Мелек (дублював Садиг Гусейнов)
- Мухліс Джанізаде — Михайло Кіпіані (дублював Гасан Аблуч)
- Володимир Бєлокуров — Семенов, директор Горійської семінарії
- Вадим Грачов — начальник поліції (дублював Самандар Рзаєв)
- Мамед Алілі — мулла Сефі
- Енвер Гасанов — Лука
- Мухтар Авшаров — друг Аллах'яра
- Насіба Зейналова — мешканка села
- Мірза Бабаєв — мешканець села
- Аліага Агаєв — мешканець села
- Мамед Садихов — мешканець села
- Олександр Лебедєв — Петров (дублював Гусейнага Садигов)
- Юсіф Велієв — козацький офіцер

## Знімальна група
- Режисер — Гусейн Сеїд-заде
- Сценарист — Ісмаїл Шихли
- Оператор — Ігор Богданов
- Композитор — Джангір Джангіров
- Художник — Надір Зейналов